# Eirik Haugan
Eirik Haugan (Molde, 1997. augusztus 27. –) norvég korosztályos labdarúgó, a Molde hátvédje.

## Sikerei, díjai
- Molde
- Eliteserien: 2022
- Norvég kupa: 2014, 2021–22